# A Kind of Magic (album)
Az A Kind of Magic a brit Queen rockegyüttes tizenkettedik stúdióalbuma. 1986. június 3-án jelent meg, a producere Reinhold Mack és David Richards, valamint az együttes tagjai voltak.
Az előző albumaik, a Hot Space és a The Works hűvösebb fogadtatását követően az együttes tagjai sötéten látták a közös jövőjüket, eltávolodtak egymástól, és mindenki a saját szólóterveivel foglalkozott. Az 1985-ös Live Aid segélykoncert alkalmával mégis újra együtt zenéltek, és ezzel nagy kritikai és közönségsikert értek el. Ennek hatására közösen megírták az „One Vision” című dalt, majd pedig a felvételek kedvező alakulását látva, nekiálltak elkészíteni a következő stúdióalbumukat. Közben Russell Mulcahy rendező felkérte őket a Hegylakó című film zenéjének elkészítésére, így a kész album dalainak mintegy felét a filmzenei dalok teszik ki.
A dalok még inkább rádióbarátabbak és slágeresek lettek, szinte az összes kislemezre került. A maga idejében viszonylag pozitívan fogadták a kritikusok, és az együttes később klasszikussá váló slágerdalai jelentek meg róla: az „A Kind of Magic”, a „Friends Will Be Friends”, a „Princes of the Universe”, valamint a „Who Wants to Live Forever”.

## Háttér
A nagyot bukó 1982-es Hot Space album diszkó és funk hangzása után az együttes az 1984-es The Works albumán visszatért a nyers rockhoz, a kísérletezéstől mentes populáris zenéhez. Bár a lemez jobban fogyott, mint az elődje, mégsem volt annyira sikeres, mint az együttes szerette volna. A Hot Space bukása után elhagyták az amerikai kiadójukat, az Elektrát, és a Capitolhoz szerződtek – ám a The Works nem hozta meg a várt sikert, és csak a huszonharmadik helyet érte el az amerikai listán, ami frusztrálta mind az együttes tagjait, mind a kiadó illetékeseit.
Az 1984-es év folyamán más botrányok is megviselték őket. Az „I Want to Break Free” kislemez videóklipjében mindannyian nőnek öltöztek, ami nagy felháborodást keltett Amerikában, az MTV pedig betiltotta a klipet. Az album turnéján felléptek az Apartheid rendszer alatt álló Sun City-ben, ami nagy sajtóvisszhangot keltett. A Dél-afrikai Köztársaság az ENSZ kulturális bojkottja alatt állt az elnyomó társadalmi rendszere miatt, az együttes pedig megsértette ezt. Több angliai újságban megvádolták őket, hogy kiszolgálták az elnyomókat, míg az együttes azzal védekezett, hogy őket csak az emberek szórakoztatása érdekli. Az eset miatt felkerültek az ENSZ feketelistájára.
A tagok nyilatkozatai szerint akkoriban már nagyon nehezen ment nekik a közös stúdiómunka, rengeteget veszekedtek a felvételek során, a botrányok pedig még inkább eltávolították őket egymástól. 1985-ben Mercury kiadta első szólóalbumát, amelyet az együttes tagjaitól teljesen elkülönülve rögzített. A hosszú, látványos szünet felkeltette a sajtó érdeklődését, egyre gyakrabban cikkeztek arról, hogy a Queen feloszlik.
A szünetet a Live Aidre való felkészülés törte meg. Bob Geldof felkérte őket, hogy lépjenek fel a jótékonysági rendezvényen, és bár előbb vonakodtak, később mégis igent mondtak. A koncertet megelőző hetekben kibéreltek egy londoni színházat, ahol előre begyakorolták a húszperces játékidőre összeállított dalokat, hogy minél hatásosabb előadást tudjanak produkálni. 1985. július 13-án megtartották a segélykoncertet, ahol a Queen főműsoridőben lépett fel, és öt dalt adott elő. A koncert után a sajtó, a zenésztársak, és Bob Geldof egyöntetű véleménye szerint „a Queen ellopta a show-t” és az aznapi fellépők között messze a legjobb előadást produkálta. A műholdadásnak köszönhetően több mint kétmilliárd nézőhöz jutott el a koncert felvétele, és a döntően fiatal közönség újra felfedezte magának az évtizedes múltú, öregnek számító Queent. Míg nem sokkal azelőtt az együttes tagjai nagyon sötéten látták a jövőt, a Live Aid után úgy érezték, hogy van még igény a zenéjükre.

## Felvételek
1985 szeptemberében kifejezetten azzal a szándékkal tértek vissza a stúdióba, hogy közösen írnak egy dalt. Ez egy merőben szokatlan lépés volt tőlük, eddig ha ritkán is dolgoztak közös dalokon, akkor is csak párban, és annak is nagyon gyakran veszekedés lett a vége. A Live Aid hatására mégis kifejezetten egy közös dalt akartak létrehozni, amelynél értelemszerűen a Queent jelölik meg szerzőnek. Ez lett végül az „One Vision”. Ugyancsak szokatlan módon megengedték a DoRo rendezőpárosnak, hogy jelen legyenek a felvételeken, és dokumentumfilmet készítsenek a munkálatokról. A film, amely betekintést nyújtott a dal készítésének titkaiba, 1987-ben a The Magic Years video kiadvány részeként volt látható. Ezen megfigyelhető volt, hogy a dalszövegen mind a négyen dolgoztak, a felvételek során állítottak össze minden sort, gyakran megszenvedve a rímekkel és a ritmussal. A dal elején hallható torzított szöveg jelentése is a dokumentumfilmben derült ki: a „God works in mysterious ways. And Hey, people! All around the world. I look forward to those glorious days once again!” mondattal a Live Aid napjára utalnak.
1986 elején Russell Mulcahy rendező felkérte az együttest, hogy írjanak zenét a készülő Hegylakó című filmjéhez. Megnéztek mintegy húszpercnyit a film addig elkészült jeleneteiből, és ez alapján kellett inspirációt szerezniük a dalokhoz. Minden tag másra asszociált a látottakból: Mayt legfőképp a szerelem múladósága ihlette meg, amely párhuzamban állt akkori magánéltével, hiszen a házassága akkoriban romlott meg. A munkastílusuk nem változott meg attól, hogy filmzenét írtak, csupán a kezdő ihletet szerezték meg a látott húsz percből, azután ugyanúgy dolgoztak a dalokon, mint bármely más album esetén. A film nem is jelenthetett állandó viszonyítási pontot, mert később rengeteget változott ahhoz az állapothoz képest, ahogy az együttes látta. Egy időben Mulcahy is jelen volt a stúdiófelvételeken, és ötleteket adott a dalokhoz – alkalomadtán pedig együtt is ivott az együttessel. Miután elkészültek a film számára készített dalok, megváltozott a koncepció, és onnantól kezdve egy hagyományos nagylemez elkészítése volt a céljuk. Ennek megfelelően a filmben hallható változathoz képest némelyiket jelentősen átalakították, plusz szövegeket írtak hozzájuk, hogy teljes értékű dalokként szerepelhessenek az albumon. Az „A Kind of Magic” például a film végén, a stáblista alatt volt hallható: ez volt Taylor eredeti dala, amelyet később Mercury fejlesztett tovább, megírta hozzá például a jellegzetes basszusvonalat, és slágeresebbé szerkesztette.
Egyszerre több stúdióban is dolgoztak. A müncheni Musicland Studiosban felvett anyagoknak a rég ismert Reinhold Mack volt a producere. A montreux-i Mountain Studiosban felvett dalokat David Richards felügyelte, akit 1978 óta ismert az együttes, amikor megvették a Mountaint, ahol Richards hangmérnök volt. Mercury és Deacon főként a Musiclandban dolgozott Mackel, May és Taylor pedig nagyrészt Richardsszal a Mountainben. Az albumborítón külön jelölve volt, hogy mely dalnak ki volt a producere. Az együttes az ez utáni albumain Richardsszal dolgozott együtt. Szokatlan volt az együttestől, hogy a felvételek során kisegítő zenészeket alkalmazzanak, az A Kind of Magic azonban kivétel ebben is. Deacon „One Year of Love” című szerzeményében az ismert szaxofonos, Steve Gregory játszott. A „Don’t Lose Your Head” című dalban az afroamerikai Joan Armatrading vokálozott. A Taylor szólóprojektjeiből ismerős Spike Edney billentyűs hangszereken játszott több dalban. A szimfonikus rock stílusú „Who Wants to Live Forever” nagyzenekari betétjét a Nemzeti Filharmonikus Zenekar játszotta fel Michael Kamen vezényletével az Abbey Road Studiosban.
A felvételek során sok olyan dal is készült, amely nem illett az album egységébe, így nem tartották meg. A „Love Makin’ Love”, a „Friends in Pain” és a „You’re the Only One” dalokat felvették, de sem akkor, sem később nem használták fel. Taylor Heaven for Everyone című dalát először Joan Armatradingnak ajánlották fel, de ő nem élt a lehetőséggel, és az együttes sem érezte az albumra valónak, ezért végül Taylor szólólemezére került. A „Don’t Lose Your Head” instrumentális változata „A Dozen Red Roses for My Darling” címen kislemezek B-oldalára került, a „Who Wants to Live Forever” instrumentális (csak zongora) változata pedig az eredeti kiadás bónuszdalai közé, „Forever” címen.

## Zenei stílus
A lemezen található dalok felét teszik ki a filmhez írottak. Ezek szinte semmiben nem különböznek az átlagos popdaloktól, minimális kivétellel nem tartalmaznak hanganyagot a filmből. A főcímdal a „Princes of the Universe”, amely az együttes korai korszakát idézve egy kemény hangvételű, gyors sodrású hard rock dal, nem ismétlődő dalszerkezettel. A film fő balladája a nagyszabású „Who Wants to Live Forever”. Ebben May is elénekelt egy pár sort, a hangzást pedig nagyzenekari hangszereléssel gazdagították. A film egyik érzelmi dilemmájáról szól: a halhatatlan főszereplőt figyelmezteti a tanítója, hogy ne legyen szerelmes, mert mindenképpen túléli a nőt, és az sokkal nagyobb fájdalommal jár, mintha meg sem ismerte volna. Az „One Year of Love” egy vonósokkal és szaxofonnal késért soul jellegű ballada, amely arról szól, hogy a főhős a figyelmeztetés ellenére újra szerelmes lesz. A „Gimme the Prize” a film fő gonoszának, Kurgannak a zenéje, ennek megfelelően nyers és vad felvétel. A „Don’t Lose Your Head” egy szintetizátor vezérelte dal, amelynek a szövege utal rá, hogy Deacont egy alkalommal ittas vezetés miatt megszondáztatták. A cím és a refrén arra utal, hogy a filmben a halhatatlanokkal csak úgy lehet végezni, hogy levágják a fejüket.
Mindössze három olyan dal került még a lemezre, amely nem kapcsolódik a Hegylakóhoz. Ezek közül az „One Vision” egy gitár orientált hard rock dal, az 1985-ös Vasmadarak című film egyik dala lett. A szövegét a Live Aid inspirálta, de bizonyos tekintetben Martin Luther Kingre is utal – a legutolsó sorban pedig tréfaként az „one vision” szavakat „fried chicken”-re cseréltek, mert aznap Mercury sült csirkét ebédelt. A „Friends Will Be Friends” egy közönség énekeltető, dallamos mű, amelyet az együttes tagjai a korábbi aréna rock slágereikhez hasonlítottak. A dalszöveg a barátok fontosságáról szól, a két versszak két össze nem függő rövid kis történetet mesél el, amelyet lazán összefűz a „friends will be friends” kórus. A „Pain Is So Close to Pleasure” egy Motown jellegű, soulos darab, amelyet Mercury végig falzettben énekelt.

## Megjelenés
A lemez első kislemeze, az „One Vision” még 1985. november 4-én jelent meg – bár akkor még nem lehetett tudni, hogy egy egész album is követi, így nem tekinthető lemezbemutató kislemeznek. Angliában a hetedik, Amerikában a hatvanegyedik helyet érte el a slágerlistán. Mivel a dalt bevallottan a Live Aid által inspirálva írták, a sajtó megvádolta őket, hogy egy ilyen önzetlen esemény hátszelét akarják kihasználni a sikerhez.
1986. március 14-én megjelent az első promóciós kislemeze, az „A Kind of Magic”. Meglehetősen sikeres volt, a harmadik helyet érte el az angol slágerlistán, és több országban listavezető lett. A kritikusok is viszonylag jól fogadták, a Sounds ezt írta róla: „a kitartó Queen újabb ügyes keverékét készítette el a kabaré és mulatós zenének”. A videóklipjét a megegyezés szerint Mulcahy készítette, és felhasználtak benne az együttesről készült animációt is. Az együttes amerikai kiadója, a Capitol eltérő véleménnyel volt az „A Kind of Magic” lehetőségeiről, és – az együttes egyetértésével – az erőteljes „Princes of the Universe”-t jelentették meg vezető kislemezként. A döntés utólag hibásnak bizonyult, mert a dal nem került fel egyetlen listára sem. Ennek a videóklipjét is Mulcahy rendezte, és mivel szorosabban kapcsolódott a Hegylakóhoz, felhasznált jeleneteket a filmből, és szerepeltette benne a főszereplőt, Christopher Lambertet is.
Maga az album 1986. június 3-án jelent meg. A borítóján az együttes volt látható fekete alapon, az „A Kind of Magic” klipjében megismert animációs stílusban. A belső borítón a címhez kapcsolódóan varázseszközök, cilinderek, varázspálcák és kártyák karikatúrája szerepelt, sőt, az eredeti bónuszdalokat „extra magical ingredients” , azaz „extra mágikus hozzávalók” névvel illették. Angliában jól szerepelt a lemez, az első héten százezer példányban fogyott, és rögtön az első helyen kezdett az albumlistán. Később ugyan lejjebb csúszott, de még vagy három hónapig benne volt a legjobb tízben, és még abban az évben kétszeres platina lett, ami 600 ezer példány feletti eladást jelent. Amerikában még rosszabbul szerepelt, mint az előző (ugyancsak kudarcnak számító) albumaik, mindössze a negyvenhatodik helyet érte el a listán – 2002-ben aranylemez lett, ami 500 ezer példány feletti eladást jelent, a Nielsen SoundScan felmérései szerint pedig 1991 és 2009 között Amerikában 593 ezer darabot adtak el. Az amerikai kudarctól függetlenül nemzetközileg sikeres volt, több országban az első helyet érte el, és két további népszerű kislemezsláger jelent meg róla: a „Friends Will Be Friends” és a „Who Wants to Live Forever”.

## Lemezbemutató turné
1986. június 7. és augusztus 9. között zajlott az album támogató turnéja Magic Tour néven. Bár összességében kisebb hangvételű volt, mint a korábbi világturnéik, mégis ez lett az együttes legismertebb és legsikeresebb koncertsorozata. 26 koncertet adtak, mindet kivétel nélkül Európában – Amerikában 1984 óta már nem koncerteztek, annyira elvesztették ott a népszerűségüket. Július 27-én felléptek a budapesti Népstadionban is, ahol Mercury elénekelte a közönségnek a „Tavaszi szél vizet áraszt” című népdalt. A koncertet filmre vették, később Live in Budapest címmel bemutatták a magyar mozik is. Összesen egymillió néző előtt játszottak, a turnét lezáró angliai koncertre pedig mintegy 120 ezer néző váltott jegyet. A július 12-én adott koncertet ugyancsak filmre vették, és később jelent meg Live at Wembley Stadium címen videókazettán, majd DVD lemezen is.

## Fogadtatás
| Kritikák             | Kritikák             |
| Forrás               | Értékelés            |
| -------------------- | -------------------- |
| Rolling Stone        | (kedvezőtlen) (1986) |
| Los Angeles Times    | (kedvezőtlen) (1986) |
| Sounds               | (1986)               |
| Entertainment Weekly | D (1991)             |
| Classic Rock         | (2001)               |
| RS Album Guide       | (2004)               |
| AllMusic             | [ 32 ]               |

A kritikusok vegyesen fogadták a megjelenése idején. A Rolling Stone írója kifejezetten negatív cikket írt róla, melyben felrója, hogy az együttes a Live Aiden elért sikereiből akart hasznot kovácsolni – a lemez zenei stílusát pedig gúnyosan „heavy plastic”-ként jellemezte. A Sounds magazin kritikusa két és félcsillagosra értékelte a lehetséges ötből, és meglehetősen negatívan írt róla: „Erről nem venni tudomást olyan felelőtlen dolog lenne, mint cigit adni egy rákban haldoklónak. Amit a Queen csinál, amit mondani akar és ahogy sikerül nekik, arra lennie kell valami oknak azon a szokásos nyavalygáson kívül, hogy Freddie Mercury egy hatalmas idióta.” Hasonlóan hűvösen írt róla a Kerrang! („Zenei stílusok keveréke. Talán egy együttes, amely eljutott arra a szintre, mint a Queen, kiadhat egy ilyen idegen hangzású albumot anélkül, hogy túl sok rajongót vesztene.”) és a Record Mirror is („A Queen épp elég ideje zenél már, ezért nincs rá okunk, hogy haragudjunk, amiért most elhibázott volt a látomásuk. Egy erős érzésem, ami támadt tőle, az, hogy Brian Maynek le kéne vágatnia a hajából.”) A People Weekly nagyképűnek és melodramatikusnak tartotta - de például Mercuryt sokoldalú énekesnek nevezte: „nem sok énekes tud az édestől az érdesig váltani olyan gyorsan, ahogy ő”. A The Times kereskedelmileg bámulatosan sikeresnek tartotta, de zenéjét tekintve hűvösen írt róla: a „Pain Is So Close to Pleasure”-t Diana Ross imitációnak, a „Princes of the Universe”-t árja szentimentalizmusnak nevezte. 1987-ben a Los Angeles Times olvasói az előző év hatodik legrosszabb lemezének sorolták.
Az évek elteltével az album megítélése enyhült, és bár messze nem az együttes legjobb albuma, a legtöbb kritikus visszatekintve a közepesnél általában jobbra értékeli. Az AllMusic kritikusa három és fél csillagosra értékelte a lehetséges ötből, és azt írta róla: „ha nem is olyan egységes, mint a többi albumuk, az A Kind of Magic mégis a legjobb munkáik között szerepel”. Az Entertainment Weekly kritikusa D osztályzatot adott rá, megjegyezve, hogy semmi említésre méltó nincs benne. Visszatekintő kritikájában a Rolling Stone hűvösen írt a lemezről: „a dalokat meghatározatlan filozófiák vezérlik rasszokról, hitvallásról, stb.” 1994-ben a The Guinness All Time Top 1000 Albums szerkesztői minden idők 172. legjobb albumának sorolták, 2006-ban pedig a BBC rádió felmérésében a hallgatók a 42. legjobb albumnak szavazták meg. 2007-ben a Classic Rock magazin minden idők 28. legjobb filmzenei albumának tartotta.

## Az album dalai
| 1. | One Vision                   | Queen                   | 5:10 |
| 2. | A Kind of Magic              | Roger Taylor            | 4:24 |
| 3. | One Year of Love             | John Deacon             | 4:26 |
| 4. | Pain Is So Close to Pleasure | Freddie Mercury, Deacon | 4:21 |
| 5. | Friends Will Be Friends      | Deacon, Mercury         | 4:07 |

| 6. | Who Wants to Live Forever | Brian May | 5:15 |
| 7. | Gimme the Prize           | May       | 4:34 |
| 8. | Don’t Lose Your Head      | Taylor    | 4:38 |
| 9. | Princes of the Universe   | Mercury   | 3:32 |

| 1. | A Kind of 'A Kind of Magic'             | Taylor          | 3:37 |
| 2. | Friends Will Be Friends Will Be Friends | Deacon, Mercury | 5:58 |
| 3. | Forever                                 | May             | 3:20 |

| 1. | Forever                      | May   | 3:20 |
| 2. | One Vision (Extended Vision) | Queen | 6:23 |

| 1. | A Kind Of Magic (Highlander Version)                            |  |
| 2. | One Vision (Single Version)                                     |  |
| 3. | Pain Is So Close To Pleasure (Single Remix)                     |  |
| 4. | Forever (Piano Version)                                         |  |
| 5. | A Kind Of Magic (Demo, 1985. augusztus)                         |  |
| 6. | One Vision (Live at Wembley Stadium, London – 1986. július 11.) |  |
| 7. | Friends Will Be Friends Will Be Friends                         |  |

| 8.  | One Vision (extended promo video, 1985)                              |  |
| 9.  | Princes of the Universe (promo video, 1986)                          |  |
| 10. | A Kind of Magic (Live at Wembley Stadium, London – 1986. július 11.) |  |

## Közreműködők
Jacky Gunn és Georg Purvis alapján.
| Queen - Brian May – gitár, billentyűsök, vokál - Freddie Mercury – vokál, billentyűsök - John Deacon – basszusgitár, billentyűsök, gitár - Roger Taylor – dob, vokál, billentyűsök | Közreműködő zenészek - Lynton Naiff – vonós hangszerelés a „One Year Love”-ban - Spike Edney – billentyűsök - Steve Gregory – szaxofon a „One Year Love”-ban - Joan Armatrading – vokál a „Don't Lose Your Head”-ben - Michael Kamen – nagyzenekari hangszerelés a „Who Wants To Live Forever”-ben - Angol Nemzeti Filharmonikus Zenekar – hangszerelés a „Who Wants To Live Forever”-ben | Produkció - Queen – producer - Reinhold Mack – producer, hangmérnök (1., 3., 4., 5. és 9. dalok) - David Richards – producer, hangmérnök (2., 6., 7. és 8. dalok) - Croydon – hangmérnök asszisztens - Richard Gray – borítóterv |  |

## Helyezések és eladások
| Ország                | Helyezés |
| --------------------- | -------- |
| Brit albumlista       | 1        |
| Amerika Billboard 200 | 46       |
| Ausztriai albumlista  | 3        |
| Belga albumlista      | 88       |
| Francia albumlista    | 6        |
| Holland albumlista    | 2        |
| Japán albumlista      | 25       |
| Kanada RPM Top 100    | 50       |
| Német albumlista      | 4        |
| Norvég albumlista     | 5        |
| Svájci albumlista     | 4        |
| Svéd albumlista       | 9        |
| Új-Zélandi albumlista | 9        |

| Ország                  | Eladási minősítés | Megjegyzés          | Eladás   |
| ----------------------- | ----------------- | ------------------- | -------- |
| Anglia (BPI)            | 2× platina        | 1986-ban            | 600 000+ |
| Amerika (RIAA)          | arany             | 1986-ban            | 500 000+ |
| Amerika (SoundScan)     |                   | 1991 és 2009 között | 593 000+ |
| Ausztria (IFPI Austria) | platina           |                     | 20 000+  |
| Franciaország (SNEP)    | platina           |                     | 206 000+ |
| Németország (BVMI)      | 3× arany          |                     | 750 000+ |
| Svájc (IFPI Svájc)      | 2× platina        |                     | 60 000+  |

Kislemezek
| Év   | Kislemez                                                   | GBR | AUT | BEL | FRA | GER | IRE | NLD | SWI | USA |
| ---- | ---------------------------------------------------------- | --- | --- | --- | --- | --- | --- | --- | --- | --- |
| 1985 | One Vision / Blurred Vision                                | 7   | —   | 28  | —   | 26  | 5   | 21  | 24  | 61  |
| 1986 | Princes of the Universe / A Dozen Red Roses for My Darling | —   | —   | —   | —   | —   | 45  | —   | —   | —   |
| 1986 | A Kind of Magic / A Dozen Red Roses for My Darling         | 3   | 12  | 4   | 4   | 6   | 4   | 5   | 4   | —   |
| 1986 | A Kind of Magic / Gimme the Prize                          | —   | —   | —   | —   | —   | —   | —   | —   | 42  |
| 1986 | Friends Will Be Friends / Seven Seas of Rhye               | 14  | —   | 18  | —   | 20  | 4   | 16  | 19  | —   |
| 1986 | Pain Is So Close to Pleasure / Don't Lose Your Head        | —   | —   | 27  | —   | 57  | —   | 43  | —   | —   |
| 1986 | Who Wants to Live Forever / Killer Queen                   | 24  | —   | 44  | —   | 52  | 15  | 6   | —   | —   |

## Kiadás
| Ország  | Megjelenés dátuma | Kiadó     | Formátum             | Katalógusszám                                            |
| ------- | ----------------- | --------- | -------------------- | -------------------------------------------------------- |
| Amerika | 1986. június 3.   | Capitol   | LP, magnókazetta, CD | SMAS 512476 (LP) 4XAS 12476 (kazetta) CDP 7 46267 2 (CD) |
| Anglia  | 1986. június 2.   | EMI       | LP, magnókazetta, CD | EU 3509 (LP) TCEU 3509 (kazetta) CDP 7 46267 2 (CD)      |
| Amerika | 1991. június 18.  | Hollywood | CD, magnókazetta     | HR-61152-2 (CD) HR-61152-4 (kazetta)                     |
| Anglia  | 2011              | Island    | CD                   | 277 997 4                                                |